# Heinrich Hoeftman

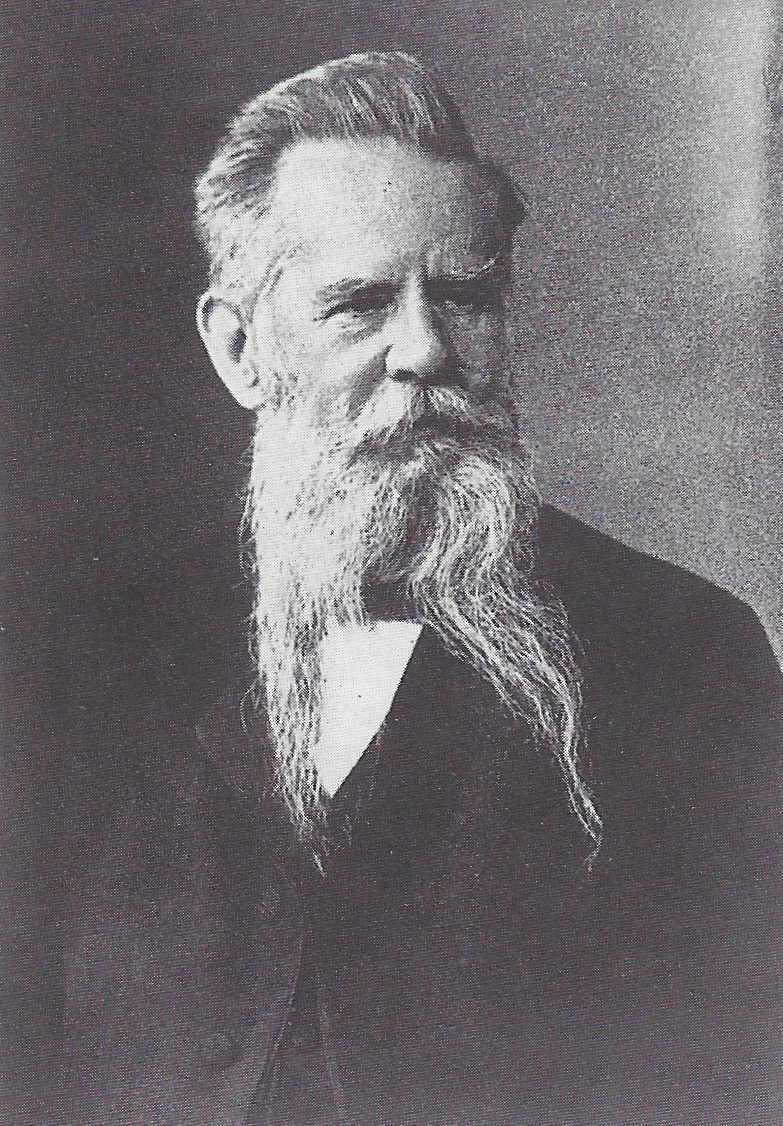
Heinrich Hoeftman, 1910

Heinrich Hoeftman (* 2. April 1851 in Memel; † 17. September 1917 in Königsberg i. Pr.) war ein deutscher Orthopäde.

## Leben
Hoeftmans Eltern waren der Kaufmann Wilhelm Hagen und Eliza MacLean. Hoeftman begann an der Universität Leipzig Medizin zu studieren. Nach einem Semester nahm er als kriegsfreiwilliger Krankenpfleger am  Deutsch-Französischen Krieg teil. 1871 setzte er das Studium an der Albertus-Universität Königsberg fort. 1876 wurde er zum Dr. med. promoviert. Nachdem er ein halbes Jahr bei Theodor Billroth in Wien verbracht hatte, ging er 1877 als Assistenzarzt zu Karl Schönborn in der Königsberger Chirurgie.
1880 eröffnete er in Königsberg eine Arztpraxis. 1882 übernahm er eine Privatklinik, die er aus eigenen Mitteln zu einem modernen orthopädischen Krankenhaus mit orthopädischer Werkstatt, gymnastischem Institut und 120 Betten ausbaute. Erfolgreich leitete er die später als Hindenburghaus bezeichnete Anstalt des 1911 gegründeten Vereins Krüppel-Heil- und Lehranstalt für Ostpreußen zu Königsberg. Langjähriger Chefarzt war Leo Kiewe (1877–1945).
Früh erkannte Hoeftman die Bedeutung der Orthopädie für die Sozialmedizin. Er betrieb die Organisation der Krüppelfürsorge. Im Zusammenhang mit der neuen  Gesetzlichen Unfallversicherung widmete er sich der Rehabilitation von Unfallverletzten, für die er eine der in Deutschland ersten Abteilungen einrichtete.
Mit Albert Hoffa, Georg Joachimsthal, Adolf Lorenz, Johann von Mikulicz und Alfred Schanz gründete er am 23. September 1901 in Berlin die  Deutsche Gesellschaft für Orthopädische Chirurgie. Mit dem Namen verwiesen die Gründer auf die zentrale Bedeutung der Chirurgie. 1902 und 1911 leitete Hoeftman den Kongress.
Seine wissenschaftlichen Arbeiten befassen sich vor allem mit den Prothesen der unteren Extremitäten. Dazu gehört die standsichere Oberschenkelprothese mit rückverlagertem Kniegelenk, das sog.„Angstbein“.
Die Provinzialverwaltung Ostpreußen und Wohltätigkeitsvereinigungen stellten ihm 1912 Mittel zum Bau der Krüppelheil- und Lehranstalt in Maraunenhof zur Verfügung. Im  Ersten Weltkrieg beriet er das I. Armee-Korps (Preußen).

## Ehrungen
- Titularprofessor (1910)
- Geh. Sanitätsrat (1915)
- Ehrenmitglied der  Deutschen Orthopädischen Gesellschaft
- Ehrenmitglied der Prüfstelle für Ersatzglieder (1917)[8]